# Parupeneus moffitti
 Parupeneus moffitti és una espècie de peix de la família dels múl·lids i de l'ordre dels perciformes.

## Morfologia
Els mascles poden assolir els 23,5 cm de longitud total.

## Distribució geogràfica
Es troba a les Illes Mariannes (Guam).